# Lawman
Lawman  è una serie televisiva western statunitense in 156 episodi trasmessi per la prima volta nel corso di 4 stagioni dal 1958 al 1962.

## Personaggi
- Marshal Dan Troop (156 episodi, 1958-1962), interpretato da	John Russell
- Deputy Johnny McKay (153 episodi, 1958-1962), interpretato da	Peter Brown
- Lily Merrill (105 episodi, 1959-1962), interpretato da	Peggie Castle
- Frequentatore bar (57 episodi, 1958-1962), interpretato da	Emile Avery
- Jake - Barista (41 episodi, 1959-1962), interpretato da	Dan Sheridan
- Frequentatore bar (22 episodi, 1958-1961), interpretato da	Kansas Moehring
- Judge Trager (15 episodi, 1958-1962), interpretato da	Harry Cheshire
- Timmo McQueen (15 episodi, 1959-1960), interpretato da	Clancy Cooper
- Frequentatore bar (15 episodi, 1959-1962), interpretato da	Jack Perrin
- Cittadino (14 episodi, 1958-1962), interpretato da	Sailor Vincent
- Ben Toomey (13 episodi, 1960-1962), interpretato da	Grady Sutton
- Hank - Barista (11 episodi, 1958-1960), interpretato da	Emory Parnell
- Cittadino (11 episodi, 1959-1962), interpretato da	Fred Carson
- Oren Slauson (10 episodi, 1959-1962), interpretato da	Vinton Hayworth
- Dru Lemp (9 episodi, 1958-1959), interpretato da	Bek Nelson
- Cittadino (9 episodi, 1959-1962), interpretato da	Clyde Howdy

## Produzione
La serie fu prodotta da Warner Bros. Television e girata nel Corriganville Movie Ranch e a Burbank in California. 
Tra i registi della serie sono accreditati Robert Sparr (33 episodi, 1959-1960), Stuart Heisler (27 episodi, 1958-1961) e Richard C. Sarafian (21 episodi, 1961-1962).

## Episodi
| Stagione         | Episodi | Prima TV originale |
| ---------------- | ------- | ------------------ |
| Prima stagione   | 39      | 1958-1959          |
| Seconda stagione | 37      | 1959-1960          |
| Terza stagione   | 39      | 1960-1961          |
| Quarta stagione  | 41      | 1961-1962          |